# Rektorat św. Wojciecha w Krakowie (Stare Miasto)
Rektorat św. Wojciecha Biskupa i Męczennika w Krakowie – rektorat rzymskokatolicki należący do dekanatu Kraków-Centrum archidiecezji krakowskiej na Rynku Głównym.

## Historia rektoratu
Rok erygowania rektoratu: 1949. Kościół wybudowany XI/XII w., data konsekracji nieznana.
Tradycja wiąże miejsce, gdzie stanął kościół, z kazaniem wygłoszonym tu przez św. Wojciecha. Z polecenia księcia Bolesława Chrobrego prowadził on działalność misyjną na terenach przylegających do państwa polskiego. Przypłacił to męczeńską śmiercią, a jego ciało zostało wykupione od pogańskiego plemienia Prusów za złoto równe wadze ciała świętego. Święty Wojciech został uznany jednym z katolickich patronów Polski.

### Kościół
Zachowane i eksponowane fragmenty romańskich murów kościoła św. Wojciecha są najstarszym zabytkiem w obrębie Rynku Głównego. Niewielką świątynię zbudowano prawdopodobnie już u progu XI w. Stanęła na rozwidleniu szlaków handlowych, na długo przed wytyczeniem Rynku i lokacją miasta. Obecny kościół, pochodzący w zasadniczej postaci z przełomu XI/XII wieku, powstał w wyniku przebudowy tamtego, wcześniejszego. Wykonane z wapienia fragmenty murów romańskich z uskokowym, arkadowym portalem i wąskimi okienkami eksponowane są dziś niemal 2 m pod poziomem bruku. Daje to wyobrażenie, jak bardzo podniosła się płyta Rynku na przestrzeni stuleci. Dzisiejszy wizerunek tej niewielkiej świątyni, zdominowany został jednak przez późniejsze przebudowy w duchu baroku, na początku XVII (podwyższenie i dodanie kopuły) oraz w XVIII wieku (budowa zakrystii i kaplicy bł. Wincentego Kadłubka). Poza XV-wiecznym krucyfiksem, wyposażenie wewnętrzne jest w głównej mierze barokowe.